# Letnie Grand Prix w skokach narciarskich 2016 – Hinzenbach
Siódme i przedostatnie zmagania w Letnim Grand Prix w skokach narciarskich 2016 zostały rozegrane 1 października na skoczni normalnej w Hinzenbach. W kwalifikacjach dzień przed zawodami najlepszy był Słoweniec Peter Prevc, który o niespełna trzy punkty wyprzedził drugiego Dawida Kubackiego. Z reprezentantów Polski w kwalifikacjach odpadł tylko Jakub Wolny. W samym konkursie głównym triumfował Maciej Kot, który tym samym zapewnił sobie zwycięstwo w całym cyklu. Na drugiej pozycji uplasował się Dawid Kubacki, a podium zamknął zwycięzca kwalifikacji Peter Prevc. Wszyscy Polacy pomyślnie zakwalifikowali się do serii finałowej.

## Skocznia
|  | Nazwa skoczni  | Miejscowość | Punkt K | HS   | Rekord skoczni | Rekord skoczni        | Rekord skoczni |
|  | -------------- | ----------- | ------- | ---- | -------------- | --------------------- | -------------- |
|  | Aigner-Schanze | Hinzenbach  | K85     | HS94 | 96,0 m         | Gregor Schlierenzauer | 27.09.2015     |

## Program zawodów
| Dzień          | Konkurencja                       | Początek | Liczba uczestników |
| Dzień          | Konkurencja                       | CEST     | Liczba uczestników |
| -------------- | --------------------------------- | -------- | ------------------ |
| 30 września    | Oficjalny trening                 | 17:00    | —                  |
| 30 września    | Kwalifikacje do konkursu głównego | 19:00    | 61                 |
| 1 października | Konkurs indywidualny              | 12:30    | 50                 |

## Jury
Dyrektorem konkursów podczas zawodów Letniego Grand Prix w Hinzenbach był Werner Rathmayr oraz, z ramienia Międzynarodowej Federacji Narciarskiej, dyrektor zawodów Pucharu Świata, Walter Hofer. Jego asystentem był, podobnie jak w innych oficjalnych zawodach organizowanych przez FIS, Borek Sedlák. Sędzią technicznym był Fredi Zarruchi, a jego asystentem – Martin Brunner.
| Sędzia            | Stanowisko                    | Stanowisko           |
| Sędzia            | Kwalifikacje do konkursu ind. | Konkurs indywidualny |
| ----------------- | ----------------------------- | -------------------- |
| Christian Kathol  | A                             | A                    |
| Peter Staňo       | B                             | B                    |
| Edward Przybyła   | C                             | C                    |
| Peter Weise       | D                             | D                    |
| Aleksiej Wasiljew | E                             | E                    |

## Wyniki

### Kwalifikacje do konkursu indywidualnego
do uzupełnienia

### Konkurs indywidualny
do uzupełnienia